# Moa Andersson
Moa Andersson, född den 11 augusti 2000, är en svensk innebandysspelare som spelar för Pixbo och svenska damlandslaget.
Moa Andersson har med det svenska landslaget tagit två VM-guld år 2021 och 2023 och ett silver i World Games år 2025. Hon har utsetts till Årets back i SLL åren 2023, 2024 och 2025.